# Natalija Pohrebnjak
Natalija Olehivna Pohrebnjak (in ucraino Наталія Олегівна Погребняк?; Charkiv, 19 febbraio 1988) è una velocista ucraina.
Ha fatto parte del quartetto ucraino campione nella staffetta 4×100 metri agli europei di Barcellona 2010.

## Palmarès
| Anno | Manifestazione   | Sede           | Evento      | Risultato        | Prestazione | Note |
| ---- | ---------------- | -------------- | ----------- | ---------------- | ----------- | ---- |
| 2007 | Europei juniores | Hengelo        | 100 m piani | Argento          | 44"77       |      |
| 2007 | Mondiali         | Osaka          | 100 m piani | Batteria         | 11"71       |      |
| 2007 | Mondiali         | Osaka          | 4×100 m     | Batteria         | dnf         |      |
| 2008 | Giochi olimpici  | Pechino        | 100 m piani | Quarti di finale | 11"55       |      |
| 2008 | Giochi olimpici  | Pechino        | 4×100 m     | Batteria         | dq          |      |
| 2009 | Europei under 23 | Kaunas         | 100 m piani | Argento          | 11"45       |      |
| 2009 | Europei under 23 | Kaunas         | 200 m piani | 7ª               | 23"81       |      |
| 2009 | Europei under 23 | Kaunas         | 4×100 m     | 8ª               | 54"69       |      |
| 2009 | Mondiali         | Berlino        | 100 m piani | Quarti di finale | 11"49       |      |
| 2009 | Mondiali         | Berlino        | 4×100 m     | Batteria         | 43"77       |      |
| 2010 | Europei          | Barcellona     | 100 m piani | Semifinale       | 11"34       |      |
| 2010 | Europei          | Barcellona     | 4×100 m     | Oro              | 42"29       |      |
| 2011 | Universiadi      | Shenzhen       | 100 m piani | 7ª               | 11"50       |      |
| 2011 | Universiadi      | Shenzhen       | 4x100 m     | Oro              | 43"33       |      |
| 2011 | Mondiali         | Taegu          | 100 m piani | Batteria         | 11"33       |      |
| 2011 | Mondiali         | Taegu          | 4×100 m     | Bronzo           | 42"51       |      |
| 2012 | Europei          | Helsinki       | 100 m piani | Semifinale       | 11"52       |      |
| 2012 | Europei          | Helsinki       | 4×100 m     | 8ª               | dnf         |      |
| 2012 | Giochi olimpici  | Londra         | 100 m piani | Batteria         | 11"46       |      |
| 2013 | Europei indoor   | Göteborg       | 60 m piani  | Semifinale       | 7"31        |      |
| 2013 | Universiadi      | Kazan'         | 4x100 m     | Oro              | 42"77       |      |
| 2013 | Mondiali         | Mosca          | 100 m piani | Semifinale       | 11"36       |      |
| 2013 | Mondiali         | Mosca          | 4×100 m     | Batteria         | 43"12       |      |
| 2014 | Mondiali indoor  | Sopot          | 60 m piani  | Semifinale       | 7"34        |      |
| 2014 | Europei          | Zurigo         | 100 m piani | Semifinale       | 11"30       |      |
| 2014 | Europei          | Zurigo         | 200 m piani | Semifinale       | 23"10       |      |
| 2014 | Europei          | Zurigo         | 4×100 m     | 5ª               | 43"58       |      |
| 2015 | Europei indoor   | Praga          | 60 m piani  | Semifinale       | 7"30        |      |
| 2015 | Mondiali         | Pechino        | 100 m piani | Batteria         | 11"62       |      |
| 2016 | Europei          | Amsterdam      | 100 m piani | 5ª               | 11"28       |      |
| 2016 | Europei          | Amsterdam      | 200 m piani | 5ª               | 22"84       |      |
| 2016 | Europei          | Amsterdam      | 4×100 m     | 4ª               | 42"87       |      |
| 2016 | Giochi olimpici  | Rio de Janeiro | 100 m piani | Semifinale       | 11"32       |      |
| 2016 | Giochi olimpici  | Rio de Janeiro | 200 m piani | Semifinale       | 22"81       |      |
| 2016 | Giochi olimpici  | Rio de Janeiro | 4×100 m     | 6ª               | 42"36       |      |